# Partido Socialista del Pueblo Andaluz
El Partido Socialista del Pueblo Andaluz (PSPA) fue una escisión del PSOE andaluz creada en enero de 1986 por los diputados socialistas de Parlamento de Andalucía Juan Carmona Infante y José María Sánchez Muñoz, que pasaron al grupo mixto para denunciar unos abusos cometidos por Sevillana de Electricidad y otras supuestas irregularidades. Se presentó a las elecciones al Parlamento de Andalucía de 1986 con escaso resultado (26.560 votos, el 0,78%). En 1987 se integró en la sección andaluza de Izquierda Unida.